# AnteMiorița
AnteMiorița este un proiect de operă-rock al formației Phoenix, cu influențe muzicale celtice, nefinalizat până în prezent. Conceptul acestui proiect îi aparține lui Nicolae Covaci, având la bază câteva idei mai vechi ale acestuia, reluate la jumătatea anilor '90. AnteMiorița presupune o prezentare alternativă a cunoscutului poem folcloric românesc Miorița, dorindu-se, în același timp, o explorare a miturilor autohtone dintr-o perioadă mai puțin cunoscută din istoria românilor, și anume, primul mileniu după Hristos.
Într-un interviu din anul 2000, Nicu Covaci aducea în atenția publicului acest proiect mai vechi al său, dar și dorința sa de a transmite, prin intermediul acestuia, un mesaj clar:
„Eu nu acuz «Miorița» într-un fel sau altul, ci acuz interpretarea «Mioriței». Sigur că nu toată masa de români se identifică cu «Miorița» pentru că presupun că 70% nici nu cunosc balada. (...) Nu știu câți din popor o cunosc așa cum o cunoaștem noi. Deci, e vorba de intelectuali, care și-au făcut părerea lor, au înțeles ce au vrut ei să înțeleagă. Dar, există niște fenomene general valabile – ca acel fatalism descris – niște aspecte care pe mine m-au deranjat și pe care doream să le atac, în dorința mea de a scutura pe niște adormiți care consideră că totul vine de sus. Soarta ne-o facem cu mâinile noastre, nu ne face nimeni soarta. Sau, așa cum este deja planificat, soarta noastră este pusă deja pe hârtie de alții. Noi habar nu avem ce ne vine pe cap. Eu am «mirosit» niște lucruri, având alte posibilități, dar încă sunt convins că dacă românii ar fi mai treji și mai bine intenționați și s-ar respecta mai mult, ne-ar merge mult mai bine. ”—Nicolae Covaci, 2000
În 2009, după ce Mircea Baniciu, Josef Kappl și Mani Neumann părăsesc Phoenix-ul, Covaci reia lucrul la AnteMiorița, alături de componenții: Cristi Gram, Ovidiu Lipan, Bogdan Bradu, Ionuț Contraș, Volker Vaessen și Dzidek Marcinkiewicz. În această formulă, formația face un cantonament în Spania, acasă la Nicu Covaci, întorcându-se în România cu câteva schițe de noi melodii, produse de chitaristul Cristi Gram, care urmează să aibă o contribuție importantă la partea muzicală a proiectului. În mai 2009, în cadrul emisiunii Timpul chitarelor, difuzată de postul de televiziune TVR 2, formația prezintă în premieră câteva fragmente demo din piesele „Cimpoiul fermecat” și „Asgard”, extrase de pe viitorul proiect. Cu această ocazie, Nicu Covaci declară: „E vorba de «AnteMiorița». Am făcut cantonament în Spania cu toată formația și ne-am ales cu niște începuturi extrem de bune. (...) Avem deja câteva înregistrări și se sugerează o atmosferă cu totul deosebită. Vom fi mai celtici de data asta, i-am redescoperit pe celți la noi în țară, atât în Banat, cât și în Transilvania.”  La rândul său, chitaristul Cristi Gram, referitor la modul de lucru la piesele noi, spune: „Nicu (Covaci) a venit, ca de obicei, cu scheletul unei piese pe care mi-a pasat-o și mi-a dat mână liberă. Și am făcut ce am crezut eu mai bine, fără să îmi spună ce ar vrea. (...) Este ușor pentru mine, dar greu într-un final, pentru că totuși suntem din generații diferite, eu am altă viziune, Nicu are altă viziune, dar până la urmă, amândoi începem să vedem același lucru.” 
Despre influențele celtice din muzica românească, influențe ce urmează să se regăsească și în piesele AnteMioriței, liderul Phoenix a făcut câteva precizări:
„Din Banat, Transilvania, până în Maramureș se cântă celtic. Uită-te la vioara din Maramureș, care cântă intervale mari, cvinte, cvarte, terțe... transparent; e o muzică luminoasă. Ascultă vioara din sudul Carpaților; este o mare diferență. Și eu – pentru că nu poți să le faci pe toate – mi-am ales acest drum, acea influență celtică. (...) După câtă istorie am citit – căci este foarte interesant ce s-a descoperit în ultima vreme – celții ne-au influențat pe noi sau noi i-am influențat pe ei? Asta rămâne de văzut, dar mie mi-a plăcut acea muzică transparentă, clară, luminoasă. ”—Nicolae Covaci, 2017
După reluarea proiectului în primăvara lui 2009, liderul Nicolae Covaci continuă să aducă în atenția publicului AnteMiorița, ce are la bază o variantă a Mioriței găsită în Valea Timocului:
„«AnteMiorița» nu este o poveste românească. Este un fel de operă rock, nu mai vorbim de un disc. Este vorba de o înscenare care începe cu prima cultură cunoscută de la Babilon, prin egipteni, prin greci, prin romani, prin toate popoarele care ne-au călărit, și până astăzi. Noi schimbăm istoria. O poveste asemănătoare s-a găsit în fiecare civilizație. Și eu m-am enervat și am căutat până am găsit la granița cu sârbii – mie îmi plac sârbii – o variantă de «Mioriță» care îmi place mie. ”—Nicolae Covaci, 2009
„Noi ne-am împrietenit mult cu celții. Pe vremea lor, treceam Dunărea și îi fugăream pe romani, și nu behăiam cum behăim astăzi. Și este o perioadă de care eu sunt mândru. (...) Am găsit varianta extraordinară la granița cu sârbii. Când Miorița asta fermecată îi spune (stăpânului) ce are să i se întâmple – căci ea a trecut prin toate civilizațiile, e un fel de «highlander» – și îi spune: «Vezi că diseară o să ți se întâmple cutare lucru», (stăpânul) nu mai zice: «Spune-i mamei mele că m-am căsătorit și la nunta mea a căzut o stea», ci se întoarce către prietenul lui cel mai bun, câinele, și zice: «Diseară ne-om bate!» Și îi dă cap în cap pe ăia. Asta este «AnteMiorița». ”—Nicolae Covaci, 2011
Mai multe detalii despre ideea și structura AnteMioriței sunt dezvăluite publicului în iunie 2011, cu ocazia unui amplu interviu luat liderului Phoenix de Gabriela Căluțiu-Sonnenberg pentru ediția românească a publicației internaționale The Epoch Times:
„Mă preocupă mult istoria poporului nostru. Învățând istoria artelor, vrând-nevrând începi să-ți pui întrebarea: de ce toți zeii greci veneau din nordul Balcanilor? Nu cumva Olimpul era în Carpați? Cea mai veche cultură de pe planetă nu este Babilonul, ci Dacia. Știu asta din ceea ce am studiat. Acum 6500 de ani, Dacia se întindea de pe la Stockholm până la Atena, de la Marea Caspică până în Elveția. Să încercăm să revenim ca popor la poziția de demnitate a dacilor reprezentați prin sculpturile din Antichitate! Se poate asta! Pornind de la legenda Mioriței și, implicit, de la filozofia ei de resemnare împăcată, am întreprins cercetări. Povestea aceasta pastorală este legată de niște rituri de păstorit care, de fapt, se întâlnesc în toate civilizațiile. Ce nu-mi place mie la varianta românească este că oaia îi spune degeaba ciobanului că-l paște nenorocirea, pentru că el nu se apără. Nu poate fi voia Domnului așa! Nimeni n-are interes să vrea răul. Varianta baladei de la granița României cu Serbia este cu totul alta. Divulg doar două elemente cheie: apare pentru prima oară personajul prietenului de nădejde, câinele, căruia baciul îi spune: «No, desară ne-om bate!» În Babilon, la greci, la egipteni și la romani, finalul este mereu cel tragic. Dar au venit peste noi celții și ne-au dat varianta bărbătească, de a ne lua soarta în propriile mâini. Aceasta este varianta româno-sârbă, cea pe care o vom prelucra muzical. (...) Vor fi scene: începe cu Babilonul, grecii, romanii, egiptenii și finalizăm cu celții. Va fi un spectacol impresionant și cutremurător, cu titlul firesc de «AnteMiorița», adică axat pe ce a fost înainte, nu «anti», cu sens de opus, contrar. «Rădăcinile» este proiectul de finalizat pe anul acesta, iar după aceea, începând de anul viitor, voi lucra la «AnteMiorița», cu ocazia împlinirii celor 50 de ani de Phoenix. ”—Nicolae Covaci, 2011
La începutul lui 2012 sunt anuntațe mai multe evenimente care să marcheze împlinirea a cinci decenii de la înființarea formației și, totodată, care să ateste faptul că Phoenix este în plină activitate creatoare. În acest context, formația anunță printr-un comunicat că sfârșitul anului va aparține „megaproducției cu opera rock «AnteMiorița», o montare la nivelul operelor rock clasice, puse în scenă în Statele Unite și în Europa, ca «Jesus Christ Superstar», «Hair» și «Cats». Acesta va fi «un spectacol cu mult dans, plin de culoare, cu invitați din țară și din afara ei, gândit ca un farewell gig Phoenix».”  AnteMiorița este desemnată ca reprezentând evenimentul central al anului jubiliar Phoenix, însă spectacolul, anunțat a avea loc în a doua săptămână a lunii noiembrie 2012, la București, nu s-a concretizat.
„Proiectul mare, la care lucrez de câțiva ani de zile, este «AnteMiorița», care înseamnă ce am fost noi înainte de a fi mioritici, filozofia asta, a firului de iarbă. Care cum bate vântul, ne calcă toți în picioare. Și m-am apucat să studiez. Povestea asta cu Miorița ține de un ritual păstoresc, de când este omenirea. Și am făcut un tablou... Imaginează-ți aceeași poveste care se întâmplă în Babilon, Egipt, Grecia, la romani, până la romani, când vin celții. Celții au venit înainte de povestea cu Iisus Hristos. Vreo 400 de ani au stat la noi, până a venit catalanul Traian, ne-a tras o bătaie și ne-a liniștit. Noi eram o mare problemă la granița cu romanii. (...) Imaginează-ți asta cu scene, Babilon, cu costume aurii, Egiptul, romanii, cu scuturi și sulițe, cu dansuri à la «Riverdance». Vreau să vorbesc cu Michael Flatley să mă ajute la chestia asta. Și vom avea invitați deosebiți, dar trebuie să vând ideea și cineva trebuie să-mi țină spatele, că eu nu am de unde. Ori interes nu există în România, cum să existe interes la conducerea de azi, să ne trezim, să fim drepți? Ei nu au nici un interes, nu mă va sprijini nimeni în chestia asta, și atunci trebuie să găsesc interes privat. Dar nu mă dau bătut, tot fac, cu posibilitățile mele. ”—Nicolae Covaci, 2012
În iunie 2013, în cadrul unei emisiuni televizate, formația prezintă piesa titulară a operei-rock AnteMiorița, cu Bogdan Munteniță (descoperit de Covaci cu câțiva ani în urmă) în postura de solist vocal. Piesa este interpretată în următoarea componență: Bogdan Munteniță – voce, Nicu Covaci – chitară acustică, Cristi Gram – chitară electrică, Volker Vaessen – chitară bas, Dzidek Marcinkiewicz – instrumente cu clape, Ionuț Micu – baterie. Tot acum, prin intermediul unui comunicat, formația dezvăluie publicului câteva informații despre cine va susține părțile vocale ale operei: „Bogdan Munteniță este unul din soliștii care vor contura acest proiect. Vor fi cu toții aleși după criterii deosebite, așa cum s-a întâmplat, de altfel, și cu el. O voce care chiar merită să fie aici. Cât despre Bogdan Bradu, va avea rolul principal în «AnteMiorița»... și, ca să «dăm din casă», din primele înregistrări a rezultat că i se va potrivi de minune!” 
În decembrie 2013, Nicu Covaci declară pentru presă că proiectul operei-rock AnteMiorița, aflat în pregătire de mai multă vreme, a fost oferit mai multor orașe care candidează la statutul de Capitală Culturală Europeană, urmând ca autoritățile locale din acele orașe să decidă dacă pot susține financiar un proiect de o asemenea anvergură: „Am oferit «AnteMiorița», dar și alte lucrări, unor orașe mari: Timișoara, Craiova, Cluj, care candidează pentru statutul de Capitală Culturală Europeană. Atât Timișoara, cât și Craiova s-au arătat interesate și își doresc în mod special realizarea operei rock. Forțele locale vor decide dacă sunt capabile să sprijine producția unui asemenea eveniment. Noi avem preferințele noastre, dar o realizăm pentru un public care se va bucura, de oriunde ar fi el.” 
La începutul lui 2014 Bogdan Bradu și Cristi Gram părăsesc formația. În acest context, Nicu Covaci cooptează câțiva muzicieni tineri, alături de care se concentrează pe proiectul Vino, Țepeș!, lansat în luna decembrie. Cristi Gram, membru de bază în ceea ce privește partea muzicală și orchestrarea AnteMioriței, revine în Phoenix în 2015. Acesta declară într-un interviu luat la finalul anului:
„Ideea lui Covaci pentru «AnteMiorița» e să aibă mai multe personaje, fiecare fiind interpretat de alt solist. (...) O astfel de operă rock necesită timp, o relaxare mentală aparte și condiții propice pentru realizare, lucruri imposibil de obținut fără un sprijin financiar adecvat, intern sau extern. Piesele sunt schițate în mare parte, există și un tablou de ansamblu al operei, însă lucrurile stagnează din varii motive. Eu sper să se concretizeze, mai ales că m-am întors și pentru că sunt dornic să pun osul la treabă. ”—Cristi Gram, 2015
În aprilie 2019, Gram reamintește de AnteMiorița, lucrare pe care formația o are în vedere în continuare pentru a fi imprimată în studio: „Nu excludem un material nou, conceptual, acel «AnteMiorița» de care se tot vorbește de când am venit eu în formație.”  În august 2019, într-o emisiune realizată de Andrei Partoș, Nicu Covaci a precizat că scenariul operei este scris în întregime, iar muzica este finalizată, însă „de zeci de ani nimeni nu vrea și nu are curaj să pună în scenă acest lucru.” 